# Эстервеген (концентрационный лагерь)
Эстервеген (нем. Esterwegen) — нацистский концентрационный лагерь. Создан в 1933 году на окраине города Эстервеген, в 45 километрах на юго-запад от Ольденбурга. Концлагерь был освобождён в апреле 1945 года британскими войсками.

## История

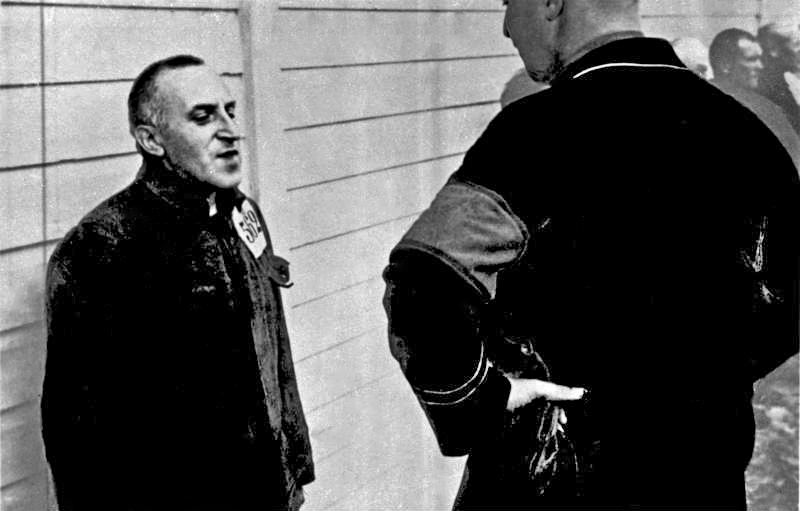
Карл фон Осецкий перед офицером СС

Лагерь Эстервеген был построен летом 1933 года и был рассчитан на 2000 заключённых. Уже тогда ходили слухи о жестокости надзирателей и о казнях. В Эстервегене содержались преимущественно политические заключённые. 12 октября 1933 года солдатами СС был застрелен Отто Эггерштедт, член СДПГ и депутат Рейхстага с 1922 по 1933 год.
В 1936 году было принято решение расформировать концлагерь и перебросить заключённых на строительство нового лагеря Заксенхаузен под Ораниенбургом. С января 1937 года Эстервеген перешёл под руководство SA и получил название Strafgefangenenlager VII.
С мая 1943 по апрель 1944 года в Эстервегене содержались от 1 800 до 2 700 политических заключённых, арестованных по директиве «Ночь и туман».
Среди узников концлагеря Эстервеген находились писатель и журналист, лауреат Нобелевской премии мира 1935 года, Карл фон Осецкий, а также известный немецкий актёр Вернер Финк (Werner Finck).

### Послевоенные годы
С 1945 по 1947 год по распоряжению британского военного руководства в лагере содержались нацисты, ожидающие суда. С 1947 по 1951 год Эстервеген выполнял роль обычной тюрьмы. Затем территория бывшего лагеря использовалась в разных целях, в том числе как общежитие. За это время большинство бараков были демонтированы.
Только в 2006 году коммунальное правительство района Эмсланд распорядилось о создании на территории Эстервегена музея.

## Процессы над военными преступниками
В 1959 году в Бонне состоялся судебный процесс над бывшим охранником лагеря Густавом Зорге. Его судили за преступления совершенные в двух лагерях — в Заксенхаузене и Эстервегене. В итоге он был приговорён к пожизненному заключению и дополнительно к 15 года лишения свободы. Скончался в тюрьме в 1978 году.